# Myrmeconauclea strigosa
Myrmeconauclea strigosa là một loài thực vật có hoa trong họ Thiến thảo. Loài này được (Korth.) Merr. mô tả khoa học đầu tiên năm 1920.